# ペガサス航空8622便着陸失敗事故
ペガサス航空8622便着陸失敗事故（ペガサスこうくう8622びんちゃくりくしっぱいじこ）は、アンカラ発トラブゾン行の国内線だったペガサス航空8622便が、2018年1月13日にトラブゾン空港の滑走路11に着陸した際に左に逸れて、崖から転落した事故である。しかし乗員乗客168名に怪我はなかった。

## 事故機
事故機のボーイング737-82Rは、TC-CPFとしてトルコの格安航空会社であるペガサス航空に登録されていた。愛称はZeynepで、初飛行は2012年11月15日に行われた。 事故当日の1月13日には9回の飛行を行っていたが、パイロットや地上のスタッフから機体の損傷や問題は報告されていなかった。

## 事故の経緯
8622便は、エセンボーア国際空港からトラブゾン空港への国内定期便で、162名の乗客と6名の乗員が搭乗していた。8622便は現地時間23時26分（20:26 UTC）に着陸した。着陸後、機体は左に曲がって滑走路を逸脱し、崖を滑り落ちた。機体は地面が湿ってぬかるんでいたため、車輪が泥にはまって止まったことで、崖の側面に不安定な状態で停止し、海への落下は免れた。緊急脱出は客室乗務員によって指示された。機体は大きく損傷しており、右のエンジンは外れて黒海に落下した。事故当日は雨のため視界は4 km程だった。事故後、トラブゾン空港は1月14日の8時00分まで閉鎖された。機体は1月18日に崖から撤去され、オルドゥ・ギレスン空港に運ばれた。機体は修理可能な限度を超えた破損をしていたため、除籍された。

## 事故調査
トラブゾン県知事は、事故調査が開始されたと述べた。
パイロットのうち1人は、右エンジンの出力が上昇し、それが滑走路からの逸脱を引き起こしたと主張した。
除籍された機体はトラブゾンで図書館としての再利用が計画されている。